# John Whittingdale
John Flasby Lawrance Whittingdale, född 16 oktober 1959 i Sherborne i Dorset, är en brittisk konservativ politiker. Han är ledamot av underhuset för Maldon sedan 1992.
Whittingdale var kultur-, media- och idrottsminister från den 11 maj 2015 till den 14 juli 2016.